# Germigny-des-Prés
Pour les articles homonymes, voir Germigny.
Germigny-des-Prés est une commune française située dans le département du Loiret en région Centre-Val de Loire. Ses habitants s'appellent les Germignons.
La commune est située dans le périmètre du Val de Loire inscrit au patrimoine mondial de l'UNESCO.

## Géographie

### Localisation

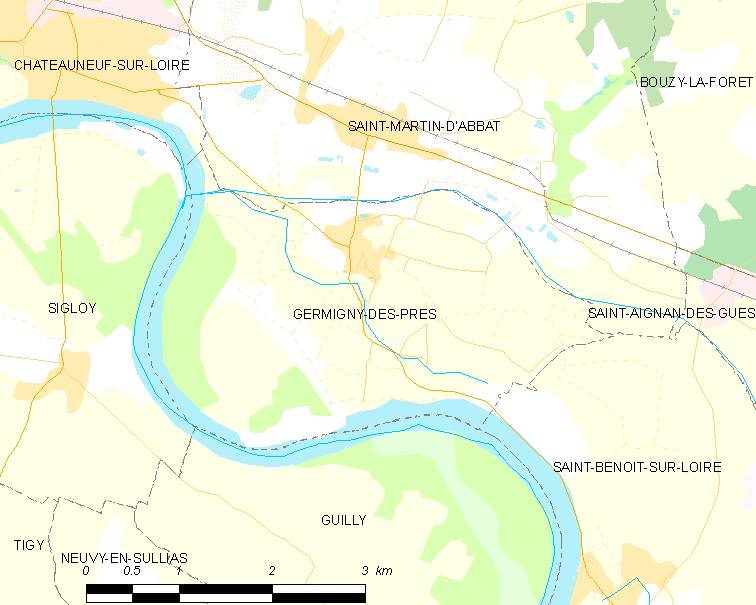
Carte de la commune de Germigny-des-Prés et des communes limitrophes

La commune de Germigny-des-Prés se trouve dans le centre du département du Loiret, dans la région agricole du Val de Loire et l'aire urbaine d'Orléans.  À vol d'oiseau, elle se situe à 27,6 km  d'Orléans, préfecture du département, et à 4,0 km de Châteauneuf-sur-Loire, ancien chef-lieu du canton dont dépendait la commune avant mars 2015. La commune fait partie du bassin de vie de Châteauneuf-sur-Loire.
Les communes les plus proches sont : Saint-Martin-d'Abbat (1,3 km), Sigloy (3,3 km), Châteauneuf-sur-Loire (4 km), Saint-Aignan-des-Gués (4 km), Guilly (4,7 km), Saint-Benoît-sur-Loire (5 km), Neuvy-en-Sullias (5,8 km), Ouvrouer-les-Champs (6,6 km), Tigy (7,5 km) et Bray-en-Val (7,6 km).
| Châteauneuf-sur-Loire | Saint-Martin-d'Abbat | Saint-Martin-d'Abbat   |
| Loire, Sigloy         | Germigny-des-Prés    | Saint-Benoît-sur-Loire |
| Loire, Sigloy         | Loire, Guilly        | Saint-Benoît-sur-Loire |

### Lieux-dits et écarts
Le Mesnil.

### Géologie et relief

#### Géologie
La commune se situe dans le sud du Bassin parisien, le plus grand des trois bassins sédimentaires français. Cette vaste dépression, occupée dans le passé par des mers peu profondes et des lacs, a été comblée, au fur et à mesure que son socle s’affaissait, par des sables et des argiles, issus de l’érosion des reliefs alentour, ainsi que des calcaires d’origine biologique, formant ainsi une succession de couches géologiques.
Les couches affleurantes sur le territoire communal sont constituées de formations superficielles du Quaternaire. La formation la plus ancienne est des alluvions récentes des levées et montilles de la Loire et des basses terrasses du Loing remontant à l’époque Holocène de la période Quaternaire. La formation la plus récente est des alluvions récentes des lits mineurs remontant à l’époque Holocène de la période Quaternaire. Le descriptif de ces couches est détaillé dans  la feuille « n°399 - Châteauneuf-sur-Loire » de la carte géologique au 1/50 000ème du département du Loiret, et sa notice associée.

Carte géologique de la commune.

| Ère                   | Période                  | Époque                                                                                            | Formations géologiques |
| --------------------- | ------------------------ | ------------------------------------------------------------------------------------------------- | --- |
| Cénozoïque (0 - 66.0) | Quaternaire (0 - 2.58)   | Holocène                                                                                          | \| \| Fz : \| alluvions récentes des lits mineurs, Holocène \| \| \| Fy : \| alluvions récentes des levées et montilles de la Loire et des basses terrasses du Loing, Holocène \| |
| Cénozoïque (0 - 66.0) | Quaternaire (0 - 2.58)   | Pléistocène                                                                                       | non présent |
| Cénozoïque (0 - 66.0) | Néogène (2.58 - 23.03)   | Pliocène                                                                                          | non présent |
| Cénozoïque (0 - 66.0) | Néogène (2.58 - 23.03)   | Miocène                                                                                           | non présent |
| Cénozoïque (0 - 66.0) | Paléogène (23.03 - 66.0) | Oligocène                                                                                         | non présent |
| Cénozoïque (0 - 66.0) | Paléogène (23.03 - 66.0) | Éocène                                                                                            | non présent |
| Cénozoïque (0 - 66.0) | Paléogène (23.03 - 66.0) | Paléocène                                                                                         | non présent |
|                       | Fz :                     | alluvions récentes des lits mineurs, Holocène                                                     | |
|                       | Fy :                     | alluvions récentes des levées et montilles de la Loire et des basses terrasses du Loing, Holocène | |

#### Relief
La superficie cadastrale de la commune publiée par l’Insee, qui sert de référence dans toutes les statistiques, est de 9,78 km2,. La superficie géographique, issue de la BD Topo, composante du Référentiel à grande échelle produit par l'IGN, est quant à elle de 10,19 km2. Son relief est relativement plat puisque la dénivelée maximale atteint 10 mètres. L'altitude du territoire varie entre 102 m et 112 m.

### Climat
Pour des articles plus généraux, voir Climat du Centre-Val de Loire et Climat du Loiret.
En 2010, le climat de la commune est de type climat océanique dégradé des plaines du Centre et du Nord, selon une étude du CNRS s'appuyant sur une série de données couvrant la période 1971-2000. En 2020, Météo-France publie une typologie des climats de la France métropolitaine dans laquelle la commune est exposée à un climat océanique altéré et est dans une zone de transition entre les régions climatiques « Moyenne vallée de la Loire » et « Centre et contreforts nord du Massif Central ».
Pour la période 1971-2000, la température annuelle moyenne est de 10,9 °C, avec une amplitude thermique annuelle de 15,1 °C. Le cumul annuel moyen de précipitations est de 697 mm, avec 10,9 jours de précipitations en janvier et 7,2 jours en juillet. Pour la période 1991-2020, la température moyenne annuelle observée sur la station météorologique de Météo-France la plus proche, sur la commune de Saint-Benoît-sur-Loire à 5 km à vol d'oiseau, est de 12,0 °C et le cumul annuel moyen de précipitations est de 687,0 mm,. Pour l'avenir, les paramètres climatiques de la commune estimés pour 2050 selon différents scénarios d'émission de gaz à effet de serre sont consultables sur un site dédié publié par Météo-France en novembre 2022.

### Milieux naturels et biodiversité

#### Sites Natura 2000
Le réseau Natura 2000 est un réseau écologique européen de sites naturels d’intérêt écologique élaboré à partir des Directives «Habitats » et «Oiseaux ». Ce réseau est constitué de Zones Spéciales de Conservation (ZSC) et de Zones de Protection Spéciale (ZPS). Dans les zones de ce réseau, les États Membres s'engagent à maintenir dans un état de conservation favorable les types d'habitats et d'espèces concernés, par le biais de mesures réglementaires, administratives ou contractuelles. L'objectif est de promouvoir une gestion adaptée des habitats tout en tenant compte des exigences économiques, sociales et culturelles, ainsi que des particularités régionales et locales de chaque État Membre. les activités humaines ne sont pas interdites, dès lors que celles-ci ne remettent pas en cause significativement l’état de conservation favorable des habitats et des espèces concernés,. Les sites Natura 2000 présents sur le territoire communal d'Ouvrouer-les-Champs sont au nombre de deux.
| Nom                                                 | Numéro    | Type                       | Arrêté        | Superficie | Description |
| --------------------------------------------------- | --------- | -------------------------- | ------------- | ---------- | --- |
| Vallée de la Loire de Tavers à Belleville-sur-Loire | FR2400528 | SIC (Directive "Habitats") | 13 avril 2007 | 7 120 ha   | Le site concerne 51 communes. La délimitation de ce site Natura 2000 est très proche de celle correspondant à la Directive Oiseaux. L'intérêt majeur du site repose sur les milieux ligériens liés à la dynamique du fleuve, qui hébergent de nombreuses espèces citées en annexe II de la directive Habitats. Il est situé dans la frange sud de la commune. |
| Vallée de la Loire du Loiret                        | FR2410017 | ZPS (Directive "Oiseaux")  | 4 mai 2007    | 7 684 ha   | Le site concerne la vallée de la Loire dans le Loiret. Cette ZPS se poursuit en amont et en aval sur les départements voisins. L'intérêt majeur du site repose sur les milieux et les espèces ligériens liés à la dynamique du fleuve. Ces milieux hébergent de nombreuses espèces citées en annexe I de la directive Oiseaux. Le site est caractérisé par la présence de colonies nicheuses de sternes naine et pierregarin et de mouette mélanocéphale. Des sites de pêche du Balbuzard pêcheur sont également présents. Le site est également lieu de reproduction du bihoreau gris, de l'aigrette garzette, de la bondrée apivore, du milan noir, de l'œdicnème criard, du martin-pêcheur, du pic noir, de la pie-grièche écorcheur. Il est situé dans la frange sud de la commune. |

Sélection de représentants de l'avifaune de la zone Natura 2000 « Vallée de la Loire du Loiret ».
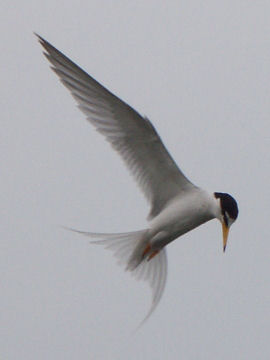
Sterne naine
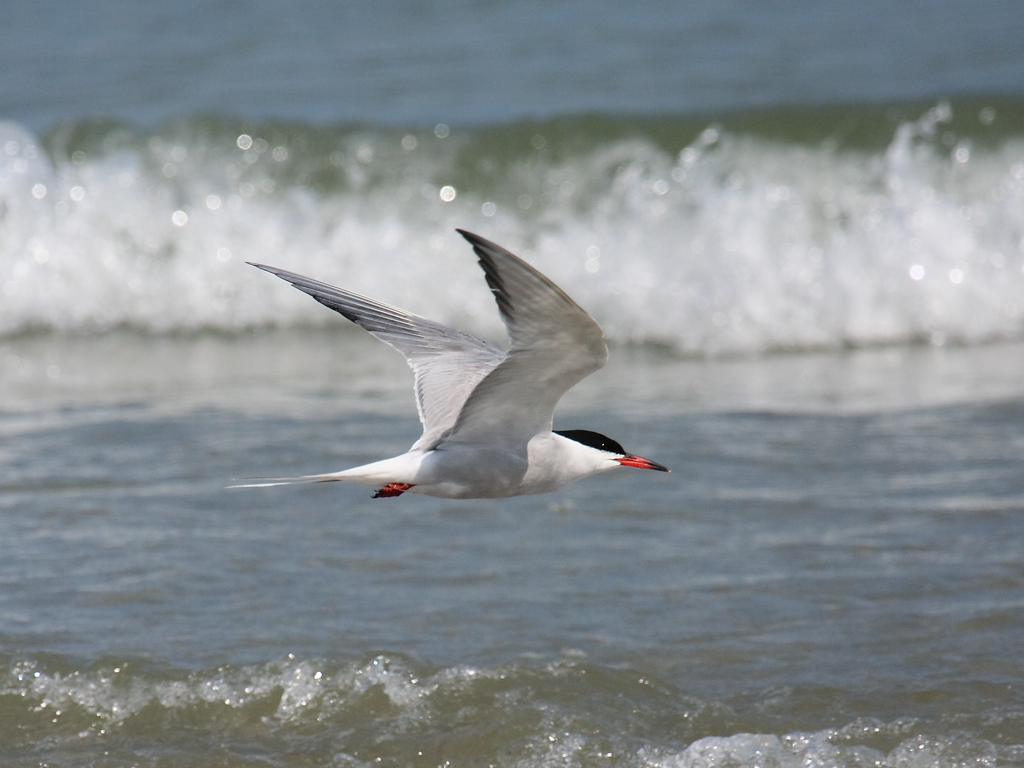
Sterne pierregarin
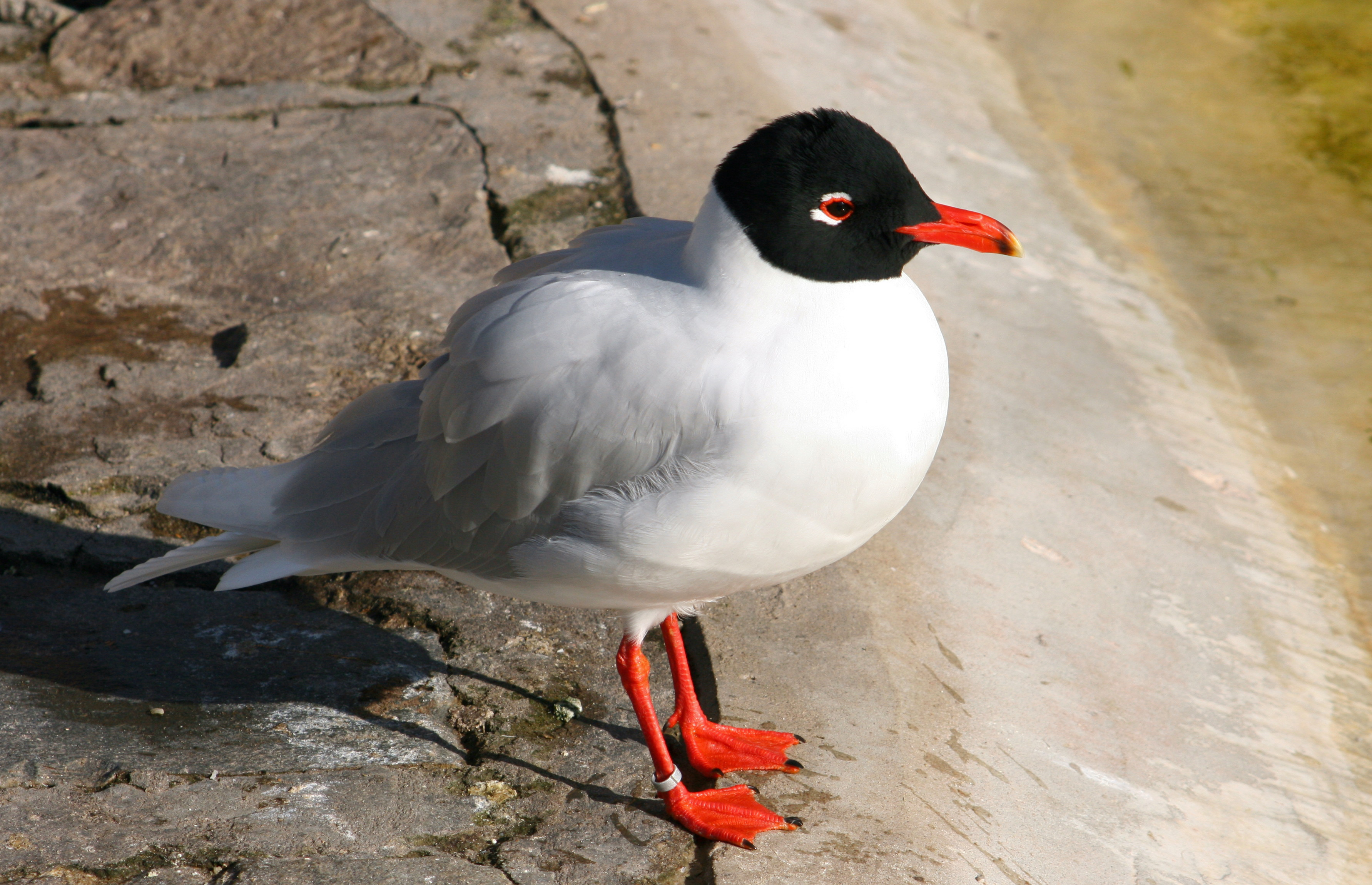
Mouette mélanocéphale
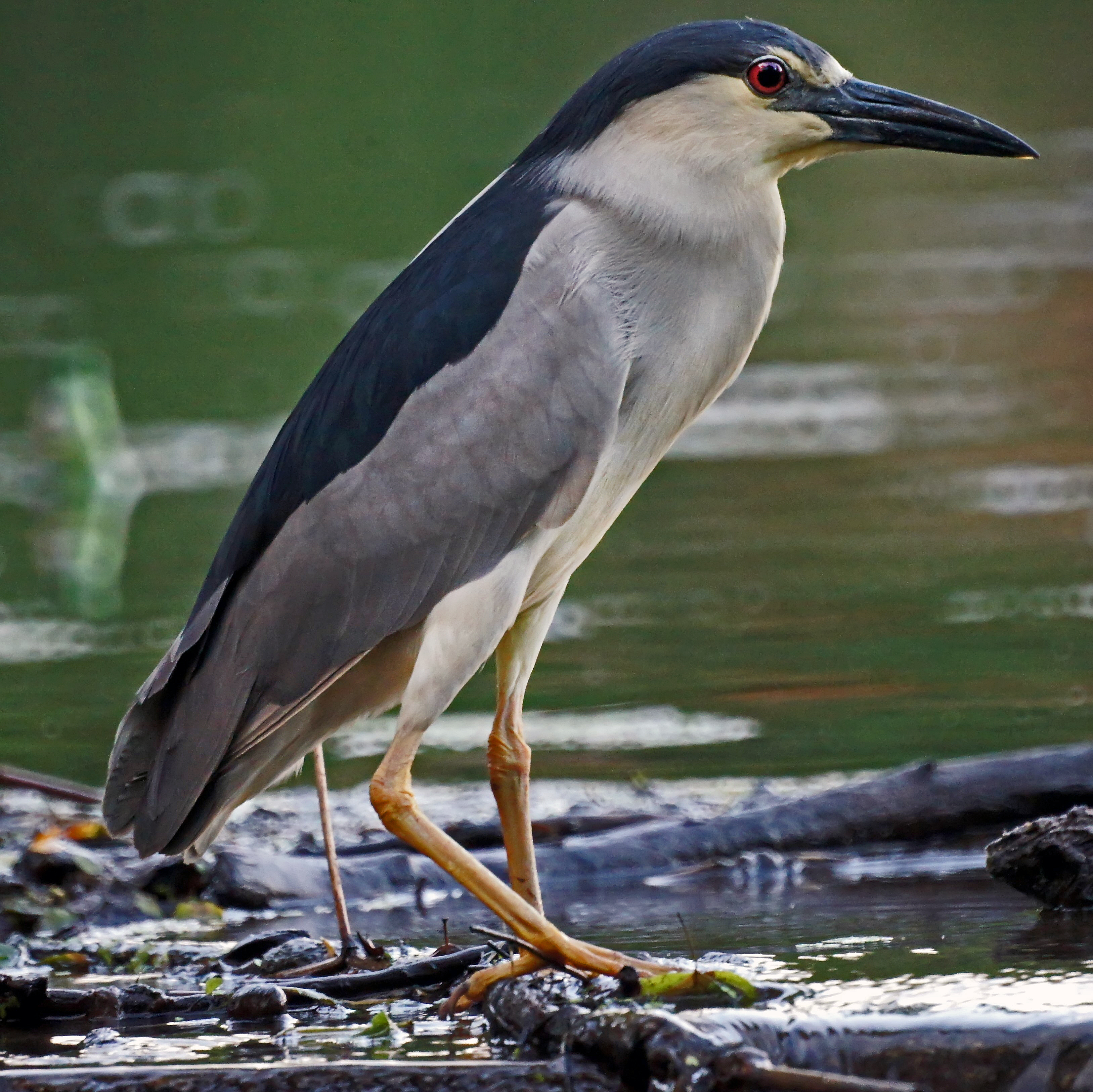
Bihoreau gris
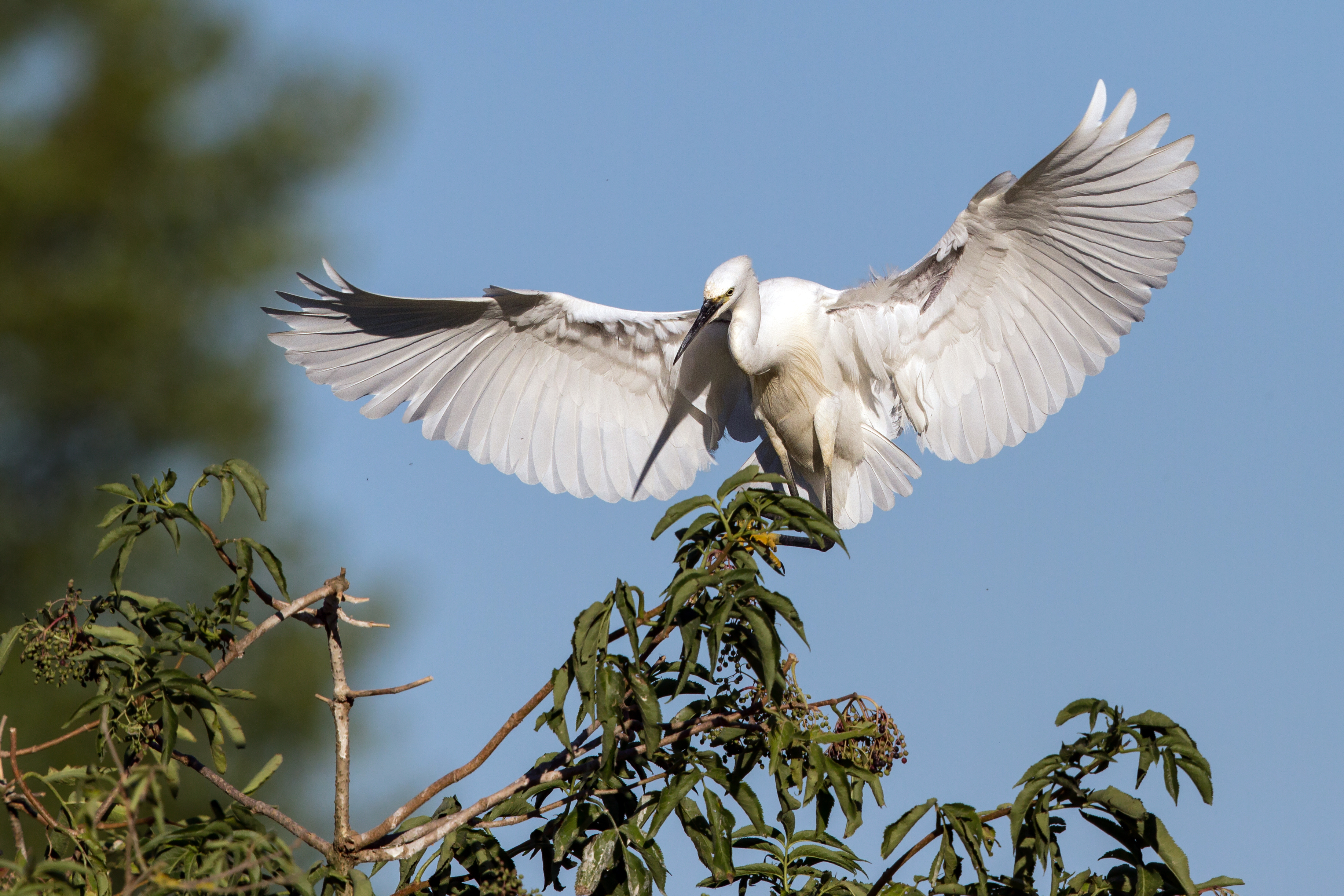
Aigrette garzette
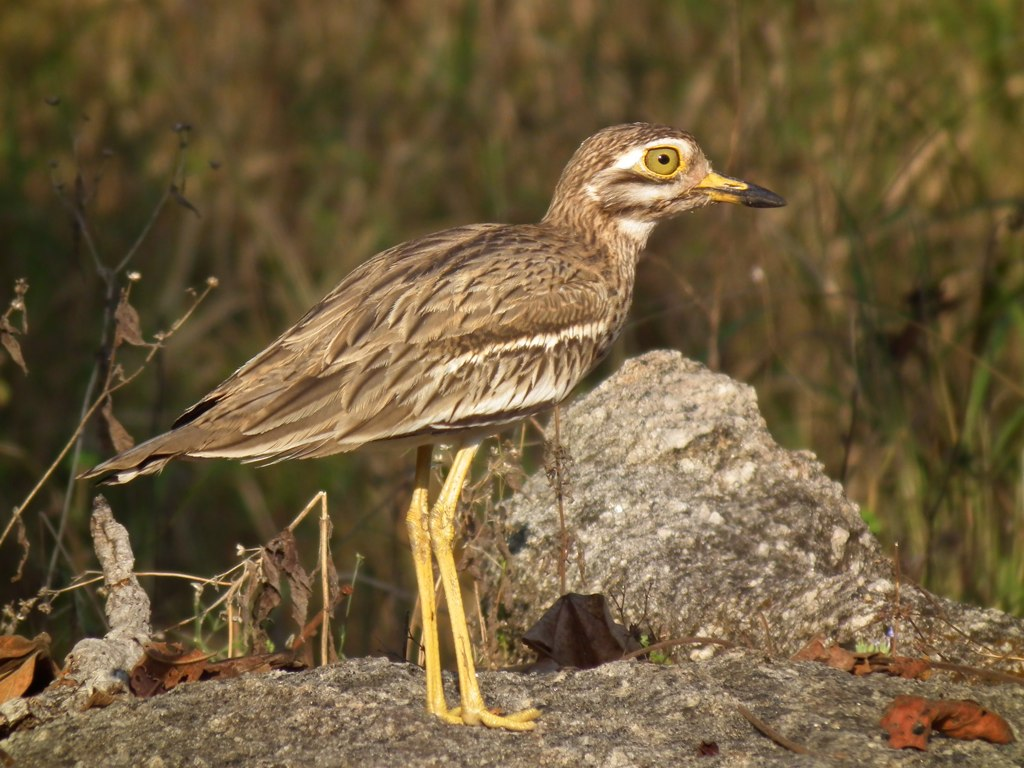
Œdicnème criard

#### Zones nationales d'intérêt écologique, faunistique et floristique

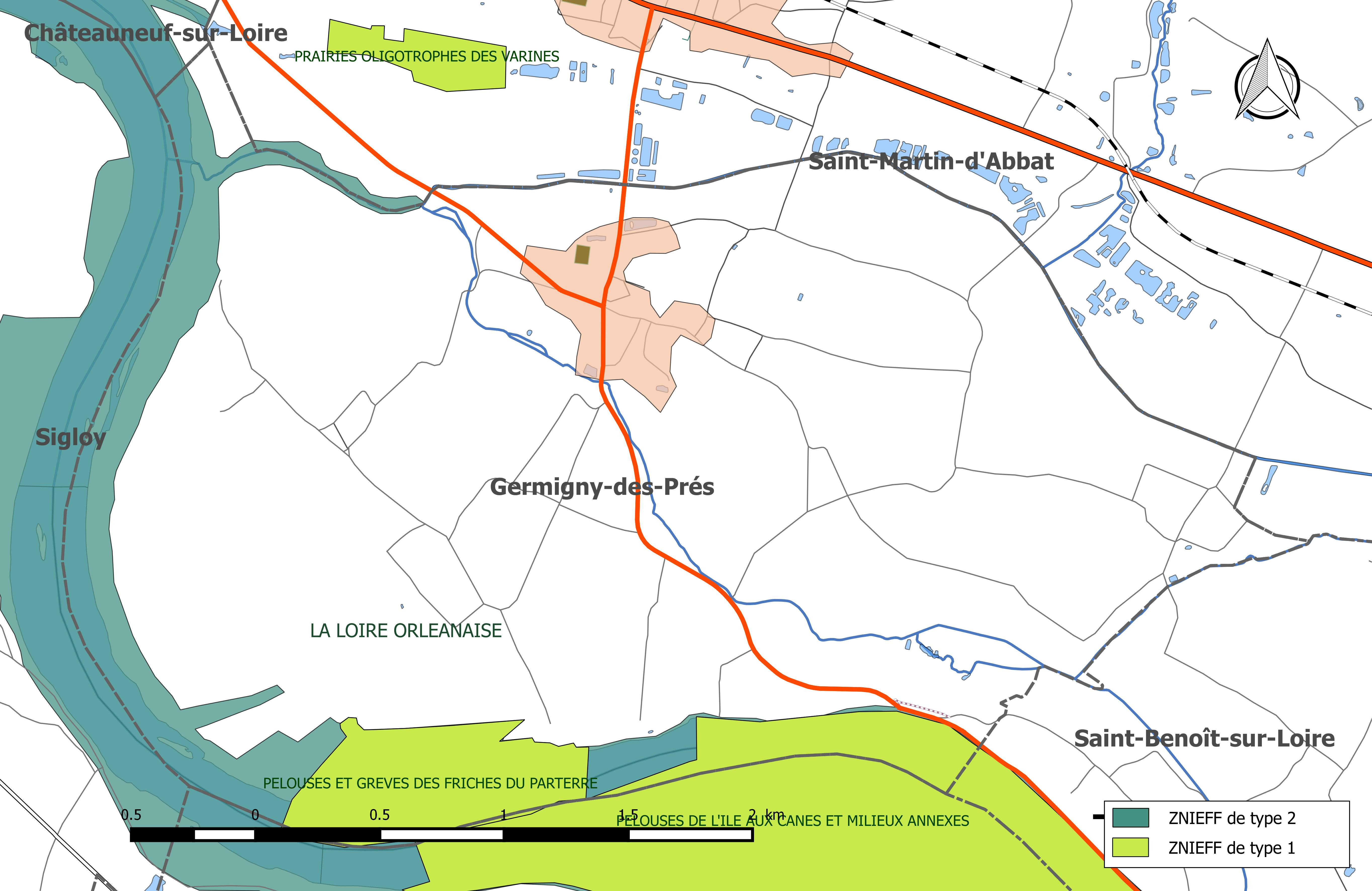
Carte des ZNIEFF de la commune et de ses abords.

L’inventaire des zones naturelles d'intérêt écologique, faunistique et floristique (ZNIEFF) a pour objectif de réaliser une couverture des zones les plus intéressantes sur le plan écologique, essentiellement dans la perspective d’améliorer la connaissance du patrimoine naturel national et de fournir aux différents décideurs un outil d’aide à la prise en compte de l’environnement dans l’aménagement du territoire. Le territoire communal de Germigny-des-Prés comprend trois ZNIEFF.
- « La loire orléanaise », une Znieff de type 2[Note 2] de 5 458 hectares. La zone s'étend sur 37 communes, dont Dampierre-en-Burly, et se superpose pour la commune à la zone Natura 2000 de nom similaire. Elle correspond à la boucle septentrionale du fleuve[DREAL 1]. Son altitude varie entre 80 et 135 m[INPN 5].  Elle se caractérise par un lit mineur largement occupé par des îles et grèves sableuses. Ces milieux soumis au marnage annuel recèlent de multiples habitats plus ou moins temporaires. C'est  pratiquement  la  seule  section  qui  présente  des  méandres.  On  observe, sur  les  basses  terrasses, quelques  formations sablo-calcaires[INPN 6].
- « Pelouses de l'île aux canes et milieux annexes », de type 1[Note 3], présentant une superficie de 507 hectares. La zone s'étend sur trois communes : Germigny-des-Prés, Guilly et Saint-Benoît-sur-Loire. Localisé au nord-Ouest du bourg de Guilly, elle est constituée de dépôts alluviaux traversés par trois anciens bras temporaires orientés est/ouest. Ces "rios" sont susceptibles d'être mis en eau lors de crues importantes[DREAL 2]. Son altitude varie entre 108 et 111 m[INPN 7]. Il s'agit d'un des hauts lieux de la vallée de la Loire, tant au niveau des espèces que de la morphodynamique du fleuve. C'est également l'un des sites naturels majeurs du département du Loiret et plus largement de la région Centre-Val de Loire. Onze espèces animales inscrites à l'annexe II de la Directive Habitats et cinq espèces d'oiseaux inscrites à l'annexe I de la Directive Oiseaux sont présentes. Le Castor d'Europe trouve ici un ensemble d'îles et îlots particulièrement propices, expliquant la présence de plusieurs familles très proches les unes des autres, formant la plus forte densité connue de cette espèce en région Centre-Val de Loire. Bien étudié depuis 1981, ce site est actuellement géré en partie par le Conservatoire du Patrimoine Naturel de la Région Centre[INPN 8].
- « Pelouses et grèves des friches du Parterre », de type 1 présentant une superficie de 44 hectares. Le site correspond à l'île de Germigny où se reproduisent les sternes depuis le début des années 1980[DREAL 3]. Son altitude est de 110 m[INPN 9].  Le site se compose aujourd'hui d'un ensemble de hautes rives qui ont partiellement fait l'objet d'extractions de matériaux (de petits plans d'eau en résultent). Il a surtout été utilisé comme site de stockage de sables et graviers extraits du lit mineur jusqu'à la fin des années 1980. L'ancienne extraction en Loire a laissé un système complexe d'îlots, grèves et atterrissements en rive Nord. Une vingtaine d'espèces végétales déterminantes a été observée sur le site. Parmi ces espèces quatre sont protégées. On retiendra plus particulièrement ici la présence de Ranunculus monspeliacus et lupinus angustifolius, très rares en région Centre-Val de Loire et inféodées à ce type de pelouses. Sur cette zone, 15 espèces animales déterminantes ont par ailleurs été observées[INPN 10].

## Toponymie
788 villa Germaniacus (SS_15,1 no. 500 = Catalogus abbatum Floriacensium)
843 Germaniacus (MGH Conc_III, no. 001)
854 Germiniaco palatio (D_Charles_II, no. 166)
856 Germiniaco palatio (D_Charles_II, no. 183)

## Histoire
Au IXe siècle, Germigny abritait la « villa » de Théodulphe, abbé de Saint-Benoît-sur-Loire et réformateur de la Bible avec Alcuin. L'oratoire est tout ce qui reste de la demeure.

## Urbanisme

### Typologie
Au 1er janvier 2024, Germigny-des-Prés est catégorisée commune rurale à habitat dispersé, selon la nouvelle grille communale de densité à sept niveaux définie par l'Insee en 2022.
Elle est située hors unité urbaine. Par ailleurs la commune fait partie de l'aire d'attraction d'Orléans, dont elle est une commune de la couronne,. Cette aire, qui regroupe 136 communes, est catégorisée dans les aires de 200 000 à moins de 700 000 habitants,.

### Occupation des sols
L'occupation des sols de la commune, telle qu'elle ressort de la base de données européenne d’occupation biophysique des sols Corine Land Cover (CLC), est marquée par l'importance des territoires agricoles (81,4 % en 2018), en augmentation par rapport à 1990 (76,8 %). La répartition détaillée en 2018 est la suivante : 
terres arables (64,8 %), zones agricoles hétérogènes (11,9 %), forêts (8,9 %), eaux continentales (6,1 %), prairies (4,7 %), zones urbanisées (3,6 %).
L'évolution de l’occupation des sols de la commune et de ses infrastructures peut être observée sur les différentes représentations cartographiques du territoire : la carte de Cassini (XVIIIe siècle), la carte d'état-major (1820-1866) et les cartes ou photos aériennes de l'IGN pour la période actuelle (1950 à aujourd'hui).

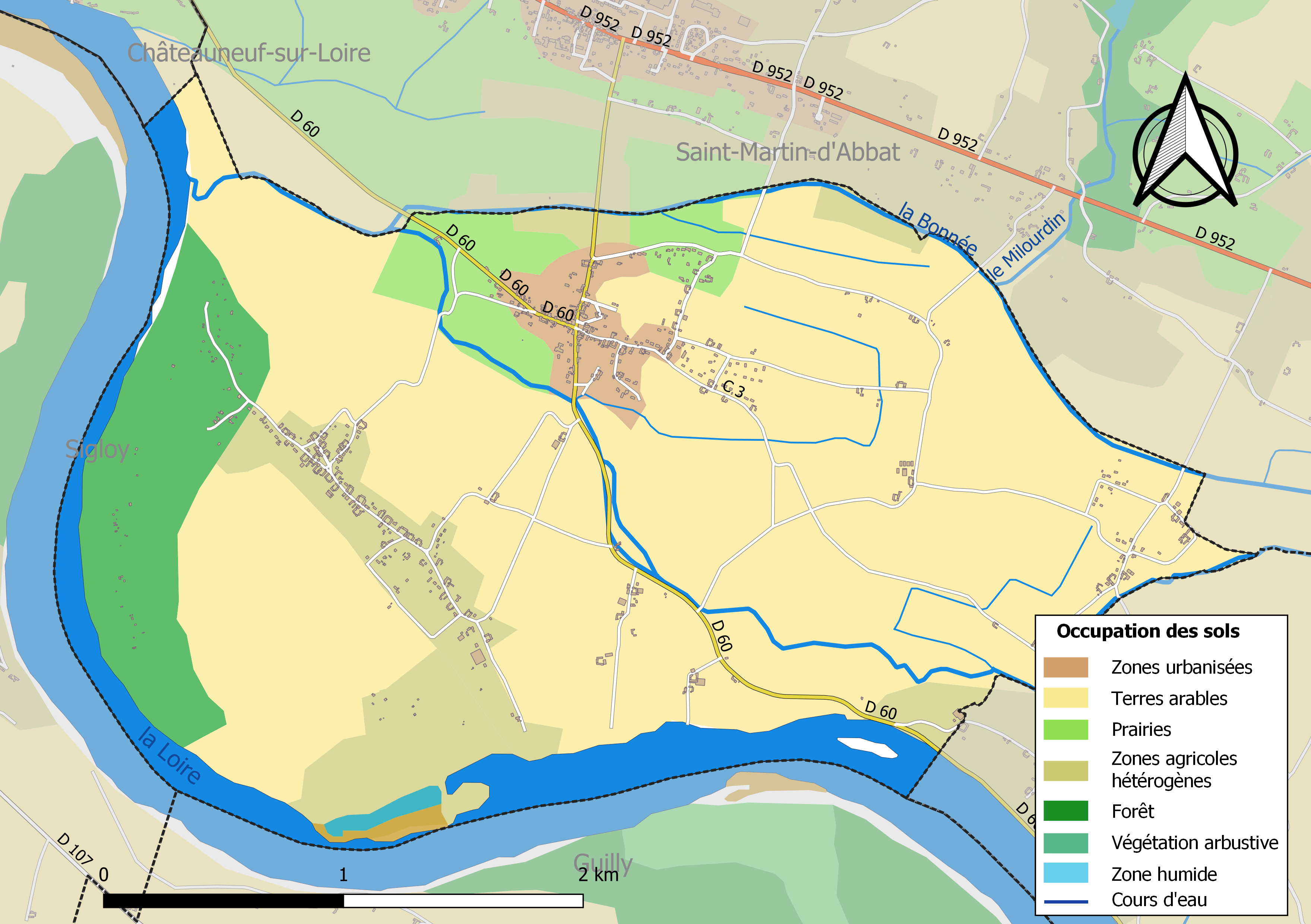
Carte des infrastructures et de l'occupation des sols de la commune en 2018 (CLC).
Carte orthophotographique de la commune en 2016.

### Planification

#### Plan local d'urbanisme
La commune prescrit l'élaboration d'un plan d'occupation des sols en octobre 1983. Le document est approuvé en mai 1987 puis révisé en juin 1999 et modifié en 2005.
La loi relative à la solidarité et au renouvellement urbains du 13 décembre 2000, dite loi SRU, complétée par la loi urbanisme et habitat du 2 juillet 2003, marque une évolution de la planification urbaine en créant notamment les plans locaux d’urbanisme (PLU), vecteurs de projets de territoire, appelés à se substituer progressivement aux plans d’occupation des sols. Le PLU contient deux éléments nouveaux par rapport au POS : le plan d'aménagement et de développement durable (PADD), qui exprime le projet de la ville par des orientations générales en matière d'urbanisme, de développement, d'équipement et de préservation de l'environnement et les orientations d'aménagement et de programmation (OAP) qui correspondent à des zooms qui peuvent porter sur des quartiers ou secteurs à mettre en valeur, réhabiliter, restructurer ou aménager, ou sur l'aménagement d'un espace public, etc. Dans ce cadre le conseil municipal prescrit la révision du Plan
d’occupation des sols et sa transformation en plan local d'urbanisme le 23 avril 2015,.

#### Documents d'orientations intercommunaux
La commune est membre du pays Forêt d'Orléans - Val de Loire, qui regroupe 32 communes. En 2012 les Pays Forêt d'Orléans Val de Loire, Loire Beauce et Sologne Val-sud sont les seuls territoires du département du Loiret ne disposant pas de schéma de cohérence territoriale (SCoT). Compte tenu  de l'intérêt de cet outil pour l'avenir des territoires, les élus de ces pays décident d'engager une démarche commune d'élaboration de SCoT. Le comité syndical du Pays Forêt d'Orléans - Val de Loire décide de prendre le 8 octobre 2015 la compétence « élaboration, gestion et suivi du Schéma de Cohérence Territoriale » et, après avis favorable conforme des différentes communes membres (le 18 novembre 2015 pour Germigny-des-Prés), le préfet approuve la modification des statuts en ce sens le 19 février 2016. Les trois SCoT sont lancés officiellement et simultanément à La Ferté-Saint-Aubin le 21 juin 2014, l'assistance à maîtrise d'ouvrage étant confiée à un seul bureau d'études. Après étude et concertation de 2014 à 2017, le document doit être approuvé en 2018.

### Voies de communication et transports

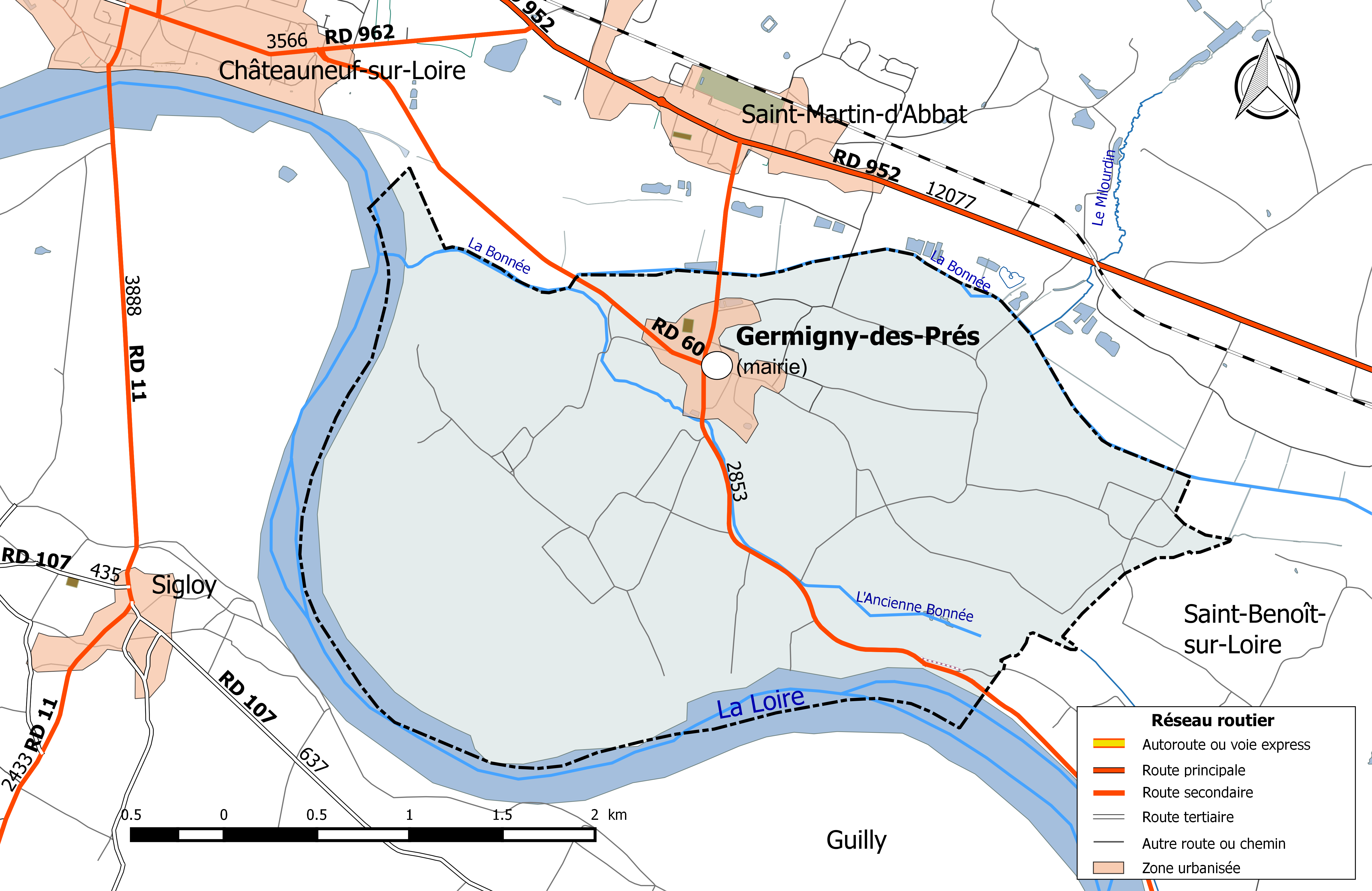
Réseau routier principal de la commune de Germigny-des-Prés (avec indication du trafic routier 2014).

#### Infrastructures routières
La commune est traversée par une route départementale : la RD 60 (2 853 véhicules/jour en 2014), qui relie Saint-Père-sur-Loire à Châteauneuf-sur-Loire. Complétant ces voies, la commune est sillonnée de plusieurs voies communales et chemins ruraux  desservant ses fermes et hameaux et les bourgs environnants.

#### Transports en commun
En 2016, la commune est desservie par la ligne 3 du réseau Ulys, le réseau interurbain de transport par autocar du Conseil départemental du Loiret qui relie Bonny-sur-Loire - Briare - Gien - Châteauneuf-sur-Loire - Orléans. Des correspondances SNCF sont assurées dans les gares d'Orléans et Gien. À compter du 1er janvier 2017, la compétence des services de transports routiers interurbains, réguliers et à la demande est transférée des départements aux régions, et donc localement du département du Loiret à la région Centre-Val de Loire, consécutivement à la loi NOTRe du 7 août 2015.

### Risques naturels et technologiques majeurs
La commune de Germigny-des-Prés est vulnérable à différents aléas naturels : inondations (par débordement de la Loire ou de ruisseaux), climatiques (hiver exceptionnel ou canicule), mouvements de terrains ou sismique. 
Entre 1999 et 2016, deux arrêtés ministériels portant ou ayant porté reconnaissance de catastrophe naturelle ont été pris pour le territoire de la commune de Germigny-des-Prés pour des inondations et coulées de boue.

#### Risque d'inondation

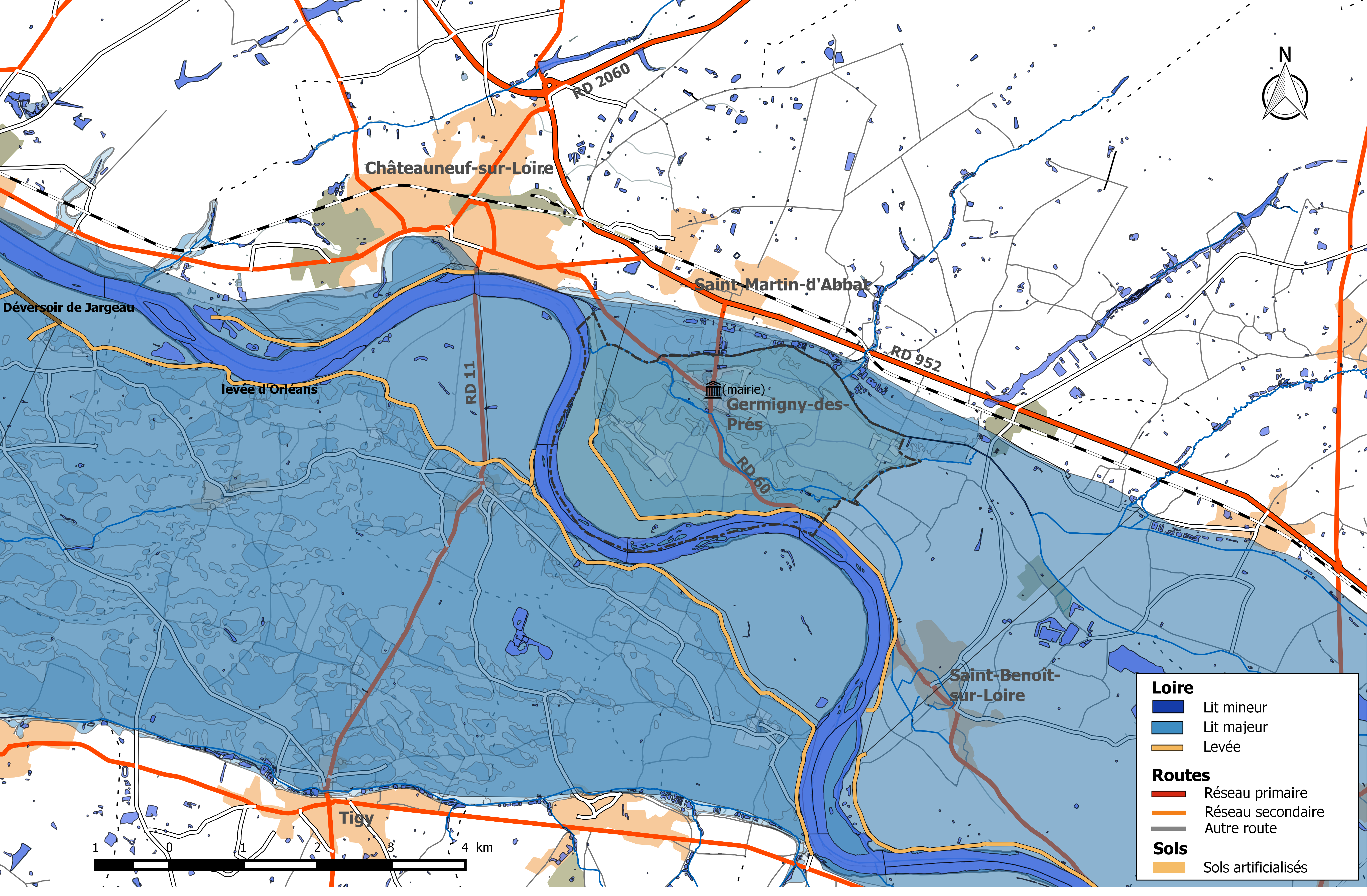
Zone inondable de la commune de Germigny-des-Prés.

La Loire est à l'origine des dégâts les plus importants sur la commune en cas de crue majeure. Les crues historiques sont celles de 1846, 1856, 1866 et 1907. Aucune crue n'a atteint depuis 1907 les hauteurs atteintes lors de ces événements catastrophiques.
La zone inondable de la commune de Germigny-des-Prés couvre la totalité du territoire communal et se répartit en 693 ha en espaces agricoles, 84 ha en eau, 163 ha en espaces naturels,  1 ha en serres et 82 ha en surfaces urbanisées.  Elle fait partie du val d'Orléans qui s’étend sur 33 km de longueur, du hameau de Bouteille à l’amont au confluent du Loiret à l’aval. Ce val est protégé par une levée en terre, la levée d'Orléans, de 45 km de longueur, interrompue à 3,5 km environ en amont du confluent du Loiret. Il est inondé par le remous de la Loire dans la confluence du Loiret dès les premières crues simulées. Cette levée a été renforcée sur toute sa longueur. Le niveau de protection historique est celui visé par la construction du déversoir de Jargeau, aménagé à la fin du XIXe siècle à l'emplacement des brèches qui s'étaient produites en 1846, 1856 et 1866 et conçu initialement pour fonctionner au-delà de la cote de Loire à l'échelle d'Orléans proche de 6 m (crue de 1825, n'ayant pas occasionné de brèches). Les lignes d’eau en crue ont toutefois beaucoup changé depuis du fait de l’évolution morphologique du lit de la Loire, conséquence des ouvrages de navigation qui ont été réalisés au XIXe siècle (épis, duits, chevrettes barrant un bras, etc.) et de l’extraction massive de matériaux en deuxième partie du XXe siècle. Le déversoir ne remplit donc plus sa fonction de protéger la levée d’Orléans des surverses, et il ne permet plus de définir l’objectif de protection du système d’endiguement.
L'analyse menée dans le cadre de l'étude de danger des digues, montre qu'aujourd'hui, le niveau de protection apparent de la levée est associé à une crue de période de retour d'environ 200 ans, soit une hauteur d'eau à l'échelle d'Orléans estimée à 5,75 m. Les zones de surverses probables mises en évidence se situent de l'amont vers l'aval, à Guilly, Sigloy et Saint-Denis-en-Val (lieu-dit de Château Lumina). Par ailleurs, ces études montrent aussi que des défaillances avant dépassement des ouvrages sont probables, en particulier à Guilly, Sigloy et Saint-Pryvé-Saint-Mesmin. Pour le secteur de Guilly, la probabilité de rupture n'est plus négligeable dès la crue de période de retour de 70 ans, soit une cote d'environ 4,60 m à l'échelle d'Orléans. Cette cote définit le niveau de sûreté actuel de la digue d'Orléans et correspond au seuil de déclenchement du plan d'évacuation massive de l'agglomération d'Orléans en cas de crue.
Le risque d'inondation est pris en compte dans l'aménagement du territoire de la commune par le biais du Plan de prévention du risque inondation (PPRI) du val d'Orléans - val amont, approuvé le 20 janvier 2015. Deux nouveaux types de zones sont apparues par rapport au précédent PPRI, plus restrictives pour une meilleure protection des usagers : la zone de dissipation d'énergie (ZDE) et la zone d'expansion de crue (ZEC). Dans la ZDE, située immédiatement à l’arrière des levées, qui serait fortement affectée en cas de brèche ou de rupture de digue, toute construction nouvelle est interdite. La ZEC quant à elle correspond aux secteurs naturels ou agricoles qu’il convient  de  préserver pour l’étalement des eaux en cas d’inondation et éviter l’accroissement des risques. La ZDE de Germigny-des-Prés, d'une superficie de 93 ha, est essentiellement constituée de terres cultivées ou de secteurs naturels. Quelques habitations isolées et une exploitation agricole (présentant des serres) constituent les enjeux humains et économiques de ce secteur.
Deux documents permettent de définir les modalités de gestion de crise et d'organisation des secours : au niveau départemental, le Dispositif ORSEC départemental spécialisé déclenché en cas d'inondation de la Loire, le plan ORSIL, et au niveau communal le plan communal de sauvegarde.

#### Risque de mouvements de terrain
Le territoire de la commune peut être concerné par un risque d'effondrement de cavités souterraines non connues. Une cartographie départementale de l'inventaire des cavités souterraines et des désordres de surface a été réalisée. Il a été recensé sur la commune plusieurs effondrements de cavités.
Par ailleurs, le sol du territoire communal peut faire l'objet de mouvements de terrain liés à la sécheresse. Le phénomène de retrait-gonflement des argiles est la conséquence d'un changement d'humidité des sols argileux. Les argiles sont capables de fixer l'eau disponible mais aussi de la perdre en se rétractant en cas de sécheresse. Ce phénomène peut provoquer des dégâts très importants sur les constructions (fissures, déformations des ouvertures) pouvant rendre inhabitables certains locaux. Celui-ci a particulièrement affecté le Loiret après la canicule de l'été 2003. Une grande partie du territoire de la commune est soumis à un aléa « moyen » face à ce risque, selon l'échelle définie par le Bureau de recherches géologiques et minières (BRGM), hormis le centre-bourg qui est en aléa « faible ».

## Politique et administration

### Découpage territorial

#### Bloc communal: Commune et intercommunalités
La paroisse de Germigny acquiert le statut de municipalité avec le  décret du 12 novembre 1789 de l'Assemblée Nationale puis celui de « commune », au sens de l'administration territoriale actuelle, par le décret de la Convention nationale du 10 brumaire an II (31 octobre 1793). Il faut toutefois attendre la loi du 5 avril 1884 sur l'organisation municipale pour qu'un régime juridique uniforme soit défini pour toutes les communes de France, point de départ de l’affirmation progressive des communes face au pouvoir central.
Aucun événement de restructuration majeure du territoire, de type suppression, cession ou réception de territoire, n'a affecté la commune depuis sa création.
La commune est membre de la communauté de communes du Canton d’Ouzouer-sur-Loire depuis sa création le 18 décembre 2002. Cette intercommunalité est renommée Communauté de communes du Val d'Or et Forêt par arrêté préfectoral du 18 mai 2004. Depuis le 1er janvier 2017, la commune est membre de la communauté de communes du Val de Sully, issue de la fusion des communautés de communes du Sullias et de Val d'Or et Forêt, ainsi que du rattachement de la commune de Vannes-sur-Cosson .

#### Circonscriptions de rattachement
Sous l'Ancien Régime, à la veille des États généraux de 1789, la paroisse de Germigny était rattachée sur le plan ecclésiastique à l'ancien diocèse d'Orléans, sur le plan judiciaire au bailliage d'Orléans , sur le plan militaire au gouvernement d'Orléans et sur le plan administratif à la généralité d'Orléans, élection d'Orléans,.
La loi du 22 décembre 1789 divise le pays en 83 départements découpés chacun en six à neuf districts eux-mêmes découpés en cantons regroupant des communes. Les districts, tout comme les départements, sont le siège d’une administration d’État et constituent à ce titre des circonscriptions administratives. La commune de Germigny est alors incluse dans le canton de Chateauneuf, le district d'Orléans et le département du Loiret.
La recherche d’un équilibre entre la volonté d’organiser une administration dont les cadres permettent l’exécution et le contrôle des lois d’une part, et la volonté d’accorder une certaine autonomie aux collectivités de base (paroisses, bourgs, villes) d’autre part, s’étale de 1789 à 1838. Les découpages territoriaux évoluent ensuite au gré des réformes visant à décentraliser ou recentraliser l'action de l'État. La régionalisation fonctionnelle des services de l'État (1945-1971) aboutit à la création de régions. L'acte I de la décentralisation de 1982-1983 constitue une étape importante en donnant l'autonomie aux collectivités territoriales, régions, départements et communes. L'acte II intervient en 2003-2006, puis l'acte III en 2012-2015.
Le tableau suivant présente les rattachements, au niveau infra-départemental, de la commune de Germigny-des-Prés aux différentes circonscriptions administratives et électorales ainsi que l'historique de l'évolution de leurs territoires.
| Circonscription             | Nom                | Période   | Type                         | Évolution du découpage territorial |
| --------------------------- | ------------------ | --------- | ---------------------------- | --- |
| District                    | Orléans            | 1790-1795 | Administrative               | La commune est rattachée au district d'Orléans de 1790 à 1795,. La Constitution du 5 fructidor an III, appliquée à partir de vendémiaire an IV (1795) supprime les districts, rouages administratifs liés à la Terreur, mais maintient les cantons qui acquièrent dès lors plus d'importance. |
| Canton                      | Chateauneuf        | 1790-1801 | Administrative et électorale | Le 10 février 1790, la municipalité de Germigny est rattachée au canton de Chateauneuf,. Les cantons sont supprimés, en tant que découpage administratif, par une loi du 26 juin 1793, et ne conservent qu'un rôle électoral. Ils permettent l’élection des électeurs du second degré chargés de désigner les députés. Les cantons acquièrent une fonction administrative avec la disparition des districts en 1795. |
| Canton                      | Châteauneuf        | 1801-2015 | Administrative et électorale | Sous le Consulat, un redécoupage territorial visant à réduire le nombre de justices de paix ramène le nombre de cantons dans le Loiret de 59 à 31. Germigny est alors rattachée par arrêté du 9 vendémiaire an X (30 septembre 1801) au canton de Châteauneuf, sous le nom de Germigny-des-Prés,. |
| Canton                      | Sully-sur-Loire    | 2015-     | Électorale                   | La loi du 17 mai 2013 et ses décrets d'application publiés en février et mars 2014 introduisent un nouveau découpage territorial pour les élections départementales. La commune est alors rattachée au nouveau canton de Sully-sur-Loire. Depuis cette réforme, plus aucun service de l'État n'exerce sa compétence sur un territoire s'appuyant sur le nouveau découpage cantonal. Le canton a disparu en tant que circonscription administrative de l'État ; il est désormais uniquement une circonscription électorale dédiée à l'élection d'un binôme de conseillers départementaux siégeant au conseil départemental. |
| Arrondissement              | Orléans            | 1801-     | Administrative               | Germigny-des-Prés est rattachée à l'arrondissement d'Orléans depuis sa création en 1801,. |
| Circonscription législative | 6e circonscription | 2010-     | Électorale                   | Lors du découpage législatif de 1986, le nombre de circonscriptions législatives passe dans le Loiret de 4 à 5. Un nouveau redécoupage intervient en 2010 avec la loi du 23 février 2010. En attribuant un siège de député « par tranche » de 125 000 habitants, le nombre de circonscriptions par département varie désormais de 1 à 21,. Dans le Loiret, le nombre de circonscriptions passe de cinq à six. Germigny-des-Prés, initialement rattachée à la troisième circonscription, est, après 2010, rattachée à la sixième circonscription.                                                                           |

#### Collectivités de rattachement
La commune de Germigny-des-Prés est rattachée au département du Loiret et à la région Centre-Val de Loire, à la fois circonscriptions administratives de l'État et collectivités territoriales.

### Politique et administration municipales

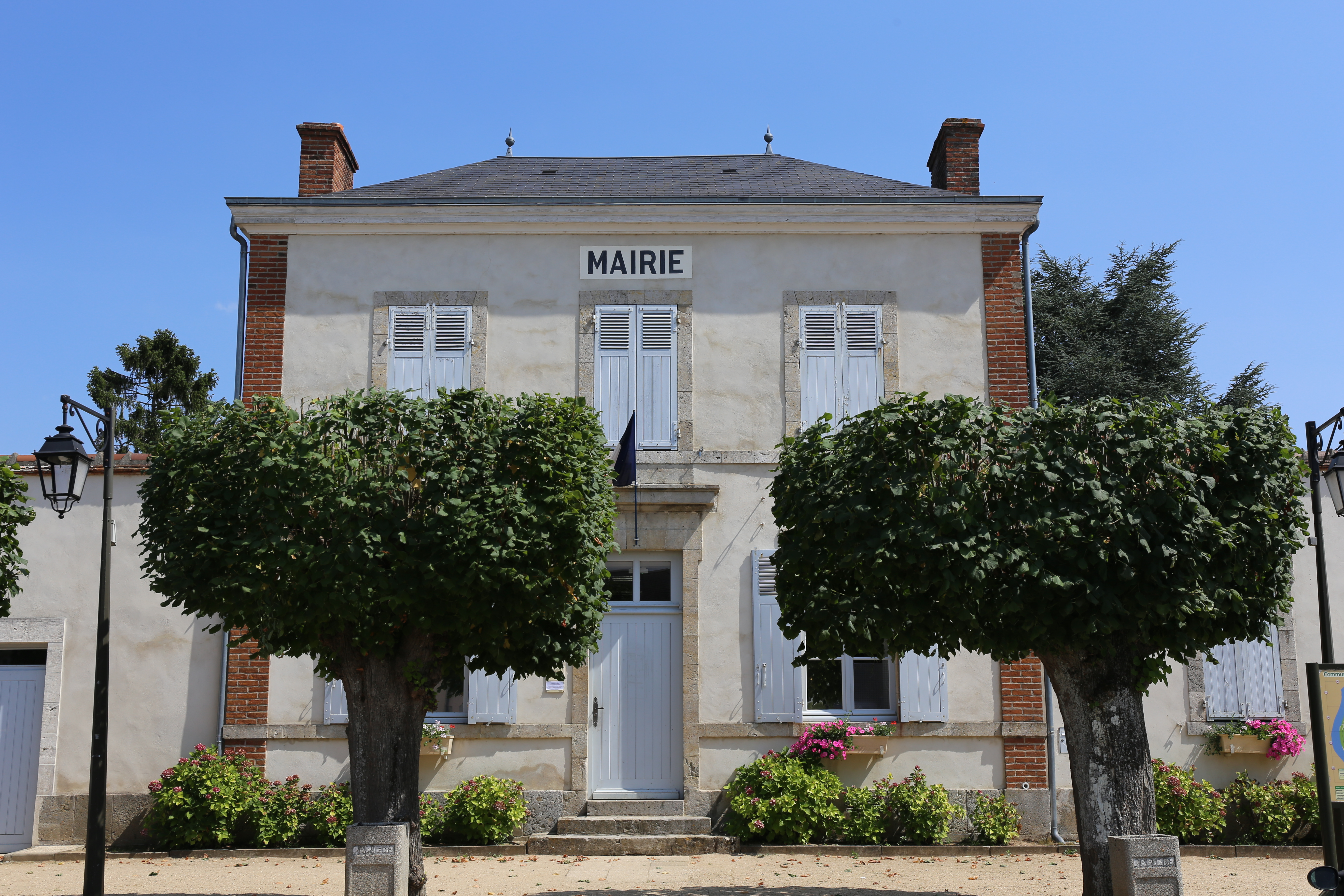
La mairie.

#### Conseil municipal et maire
Depuis les élections municipales de 2014, le conseil municipal  de Germigny-des-Prés, commune de moins de 1 000 habitants, est élu au scrutin majoritaire plurinominal à deux tours, les électeurs pouvant modifier les listes, panacher, ajouter ou supprimer des candidats sans que le vote soit nul,  pour un mandat de six ans renouvelable. Il est composé de 15 membres. L'exécutif communal est constitué par le maire, élu par le conseil municipal, parmi ses membres, pour un mandat de six ans, c'est-à-dire pour la durée du mandat du conseil. Philippe Thuillier est maire depuis 2014.
| Période                                  | Période        | Identité                  | Étiquette | Qualité                                   |
| ---------------------------------------- | -------------- | ------------------------- | --------- | ----------------------------------------- |
| Les données manquantes sont à compléter. |                |                           |           |                                           |
| avant 1798                               | septembre 1799 | Fiacre Bidault            |           |                                           |
| octobre 1799                             | août 1800      | Marin Maria               |           | Cultivateur                               |
| septembre 1800                           | janvier 1811   | Come Bauvais              |           | cultivateur                               |
| février 1811                             | 1815           | Silvain Renard            |           | vigneron                                  |
| 1816                                     | octobre 1833   | François Maria            |           | Laboureur                                 |
| novembre 1833                            | juillet 1857   | Joseph Massas             |           | Cultivateur-Vigneron                      |
| août 1857                                | septembre 1876 | Jacques Houdre            |           | Cultivateur aux MAROIS                    |
| octobre 1876                             | 1891           | René Boursin              |           | Cultivateur                               |
| 1891                                     | 1903           | Jean Joseph Désiré Massas |           | Cultivateur                               |
| 1904                                     | ?              | Berthault                 |           |                                           |
| avant 1988                               | ?              | Jacques Villaret          |           | Cultivateur                               |
| 2001                                     | mars 2014      | Michel Croses             |           |                                           |
| mars 2014                                | En cours       | Philippe Thuillier,       |           | Ingénieur ou cadre technique d'entreprise |

## Équipements et services

### Environnement

#### Gestion des déchets
En  2016, la commune est membre du SICTOM de la région de Châteauneuf-sur-Loire, créé en 1976. Celui-ci assure la collecte et le traitement des ordures ménagères résiduelles, des emballages ménagers recyclables  et des encombrants en porte à porte et du verre en points d’apport volontaire. Un réseau de dix déchèteries accueille les encombrants et autres déchets spécifiques (déchets verts, déchets dangereux, gravats, ferraille, cartons…). La déchèterie la plus proche est située sur la commune de Saint-Aignan-des-Gués. L'élimination et la valorisation énergétique des déchets ménagers et de ceux issus de la collecte sélective sont effectuées par le SYCTOM de Gien-Châteauneuf-sur-Loire qui comprend un centre de transfert de déchets ménagers et un centre de stockage de déchets ultimes (CSDU) de classe II à Saint-Aignan-des-Gués ainsi qu'une usine d’incinération des ordures ménagères à Gien-Arrabloy.
Depuis le 1er janvier 2017, la « gestion des déchets ménagers » ne fait plus partie des compétences de la commune mais est une compétence obligatoire de la communauté de communes du Val de Sully en application de la loi NOTRe du 7 août 2015.

#### Production et distribution d'eau
Le service public d’eau potable est une compétence obligatoire des communes depuis l’adoption de la loi du 30 décembre 2006 sur l’eau et les milieux aquatiques. Au 31 décembre 2016, la production et la distribution de l'eau potable sur le territoire communal sont assurées par le syndicat des eaux et de l'Assainissement de Saint-Martin-d'Abbat - Germigny-des-Prés, un syndicat créé en 1972,,.
La loi NOTRe du 7 août 2015 prévoit que le transfert des compétences « eau et assainissement » vers les communautés de communes sera obligatoire à compter du 1er janvier 2020. Le transfert d’une compétence entraîne  de  facto la mise à disposition gratuite de plein droit des biens, équipements et services publics utilisés, à la date du transfert, pour l'exercice de ces compétences et la substitution de la communauté dans les droits et obligations des communes,.

#### Assainissement
La compétence assainissement, qui recouvre obligatoirement la collecte, le transport et l’épuration des eaux usées, l’élimination des boues produites, ainsi que le contrôle des raccordements aux réseaux publics de collecte, est assurée   par le Syndicat des Eaux et de l'Assainissement de Saint-Martin-d'Abbat - Germigny-des-Prés,,.
La commune est raccordée à une station d'épuration située sur le territoire de la commune de Saint-Martin-d'Abbat, mise en service le 1er août 2013 et dont la capacité nominale de traitement est de  2 450 EH, soit 383 m3/jour. Cet équipement utilise un procédé d'épuration biologique dit « à boues activées »,.
L’assainissement non collectif (ANC) désigne les installations individuelles de traitement des eaux domestiques qui ne sont pas desservies par un réseau public de collecte des eaux usées et qui doivent en conséquence traiter elles-mêmes leurs eaux usées avant de les rejeter dans le milieu naturel. Depuis le 1er janvier 2017, la communauté de communes du Val de Sully, issue de la fusion des communautés de communes  du Sullias et de Val d'Or et Forêt, ainsi que du rattachement de la commune de Vannes-sur-Cosson , assure le service public d'assainissement non collectif (SPANC). Celui-ci a pour mission de vérifier la bonne exécution des travaux de réalisation et de réhabilitation, ainsi que le bon fonctionnement et l’entretien des installations,

## Population et société

### Démographie
L'évolution du nombre d'habitants est connue à travers les recensements de la population effectués dans la commune depuis 1793. Pour les communes de moins de 10 000 habitants, une enquête de recensement portant sur toute la population est réalisée tous les cinq ans, les populations de référence des années intermédiaires étant quant à elles estimées par interpolation ou extrapolation. Pour la commune, le premier recensement exhaustif entrant dans le cadre du nouveau dispositif a été réalisé en 2007.
En 2022, la commune comptait 700 habitants, en évolution de −4,37 % par rapport à 2016 (Loiret : +1,89 %, France hors Mayotte : +2,11 %).
| 1793 | 1800 | 1806 | 1821 | 1831 | 1836 | 1841 | 1846 | 1851 |
| ---- | ---- | ---- | ---- | ---- | ---- | ---- | ---- | ---- |
| 434  | 456  | 431  | 466  | 470  | 491  | 459  | 518  | 558  |

| 1856 | 1861 | 1866 | 1872 | 1876 | 1881 | 1886 | 1891 | 1896 |
| ---- | ---- | ---- | ---- | ---- | ---- | ---- | ---- | ---- |
| 609  | 608  | 618  | 582  | 603  | 610  | 569  | 592  | 572  |

| 1901 | 1906 | 1911 | 1921 | 1926 | 1931 | 1936 | 1946 | 1954 |
| ---- | ---- | ---- | ---- | ---- | ---- | ---- | ---- | ---- |
| 546  | 513  | 484  | 444  | 434  | 434  | 396  | 421  | 394  |

| 1962 | 1968 | 1975 | 1982 | 1990 | 1999 | 2006 | 2007 | 2012 |
| ---- | ---- | ---- | ---- | ---- | ---- | ---- | ---- | ---- |
| 410  | 368  | 371  | 398  | 457  | 589  | 699  | 715  | 751  |

| 2017 | 2022 | - | - | - | - | - | - | - |
| ---- | ---- | - | - | - | - | - | - | - |
| 722  | 700  | - | - | - | - | - | - | - |

## Culture locale et patrimoine

### Lieux et monuments

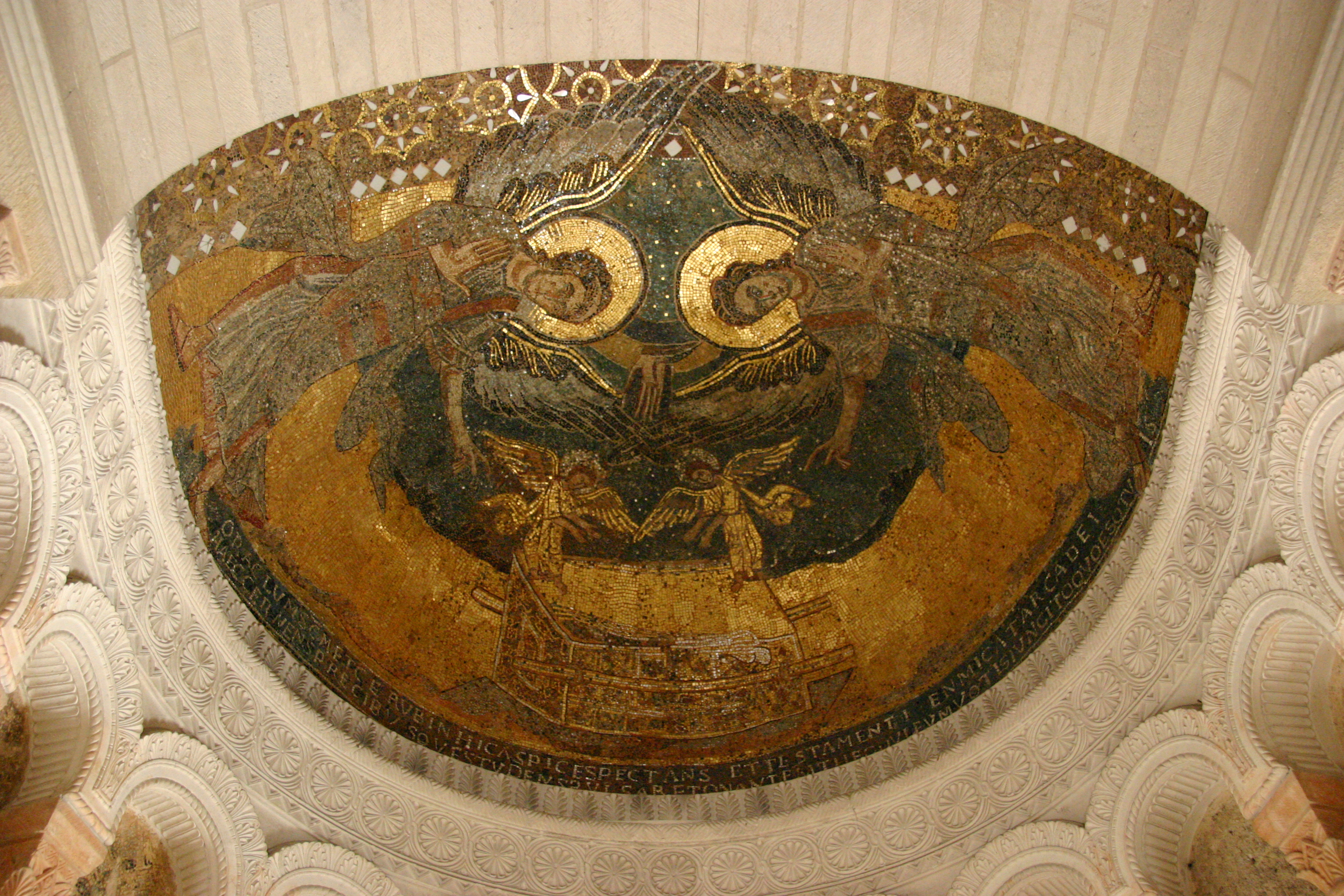
La mosaïque de l'Oratoire carolingien de Germigny-des-Prés.

Germigny-des-Prés est particulièrement connu des historiens et des archéologues pour posséder l'une des plus anciennes églises de France, rare exemple du style architectural carolingien.
La commune est située sur plusieurs grands circuits touristiques : la route de la vallée des rois de Briare à Saumur ; la route des hauts dignitaires de la Seine à la Loire ; la Loire à vélo.
Elle se trouve dans la zone de protection spéciale vallée de la Loire du Loiret du réseau Natura 2000.
Une levée de la Loire se trouve sur le territoire de la commune.

### Héraldique
| Blason de Germigny-des-Prés | Les armes de Germigny-des-Prés se blasonnent ainsi : Losangé d'azur et d'or au chef voûté d'argent chargé d'une croisette de gueules accostée de deux roses du même. |

### Sites et paysages remarquables

#### Patrimoine mondial de l'Unesco
Le 30 novembre 2000, le Val de Loire, dans son cours moyen de Sully-sur-Loire (Loiret) à Chalonnes-sur-Loire (Maine-et-Loire), est inscrit sur la Liste du patrimoine mondial de l'organisation des Nations unies pour l'éducation, la science et la culture (UNESCO) comme « paysage culturel ». Cette inscription reconnaît au site une « valeur universelle exceptionnelle » fondée sur la densité de son patrimoine monumental, architectural et urbain, l'intérêt du paysage fluvial et la qualité exceptionnelle d’expressions paysagères héritées de la Renaissance et du Siècle des Lumières. Toute altération de la V.U.E. est considérée comme une perte pour la mémoire de l’Humanité. Le préfet de la région Centre, préfet coordonnateur, approuve le plan de gestion pour le Val de Loire patrimoine mondial par arrêté en date du 15 novembre 2012. Trente-cinq communes du Loiret sont concernées, dont Germigny-des-Prés qui a une frange de son territoire inscrite et le reste en zone tampon.